# Hemovanadina
La hemovanadina es una proteína vanabina (también conocida como proteínas de vanadio-asociado o cromógeno vanadio) de color verde pálido que se encuentra en las células de la sangre, de unos  ascidiáceos fijos (tunicados), y es una de las pocas proteínas que contienen vanadio.

## Descubrimiento
En 1911, un químico fisiológico alemán, Martin Henze, descubrió altos niveles de vanadio en las células sanguíneas (o celómicas) de una ascidia recolectada en la Bahía de Nápoles. Los ascidiáceos, también conocidos como tunicados, pertenecen al filo Chordata, que es un vínculo evolutivo entre el Invertebrata y el Vertebrata. 
Su descubrimiento atrajo la atención de químicos, fisiólogos y bioquímicos por dos razones. Hubo un interés inicial en los niveles extraordinariamente altos de vanadio, que nunca habían sido reportados en otros organismos. También hubo un interés considerable en el posible papel del vanadio en el transporte de oxígeno, como un tercer grupo prostético posible en los pigmentos respiratorios, además del hierro y el cobre.
Gran parte del interés se desarrolló porque el vanadio se encontró en los ascidiáceos, que son filogenéticamente intermedios entre el invertebrata y el vertebrata. Se han publicado muchos artículos de revisión sobre la acumulación de vanadio por ascidias, pero actualmente los científicos se están enfocando más en los vanadocitos, las células sanguíneas que presentan vanadio, que deben contener la clave para resolver este fenómeno extremadamente inusual de acumular cantidades excesivas de vanadio.

## Concentración de vanadio en ascidiáceos
Desde hace varios años un grupo de científicos han examinado el contenido de vanadio de varios tejidos de 20 especies ascidianas, recolectadas de las aguas japonesas y del Mediterráneo, utilizando un método extremadamente sensible, llamado análisis de activación de neutrones. Descubrieron que la concentración más alta de vanadio era de 350mM y que se encontraba en las células sanguíneas de Ascidia gemmata, la cual pertenece al suborden Phiebobranchia. Esta concentración de vanadio es 107 veces mayor que la del agua del mar. Del vanadio encontrado en los vanadocitos, el 97.6%, estaba en el estado de oxidación +3 mientras que el resto estaba en el estado de oxidación +4. Además el contenido de los vanadocitos en A. gemmata tenía un pH bajo de 2.4 y estas células contenían los niveles más altos de vanadio.

## Función del vanadio
El papel del vanadio es oscuro, ya que el vanadio es tóxico a concentraciones más altas, la acumulación en los ascidiáceos podría sugerir que es un mecanismo de defensa para ciertos depredadores potenciales. En cualquier caso, el vanadio no asume un papel en la transferencia de oxígeno, como sugirió originalmente, y fue acuñado por el término hemovanadina, por Henze, que fue el primero en proporcionar evidencia de la acumulación de vanadio en la sangre de los ascidiáceos, ya hace más de un cien años. 
El vanadio entra en los ascidiáceos, asistido por transportadores de fosfato dependientes de Na+, como vanadato(V) HnVO4 (3-n)- (n=2,1), que se reduce a V(IV) (VO2+) y V(III), la forma de almacenamiento en los vanadocitos, esencialmente [V(H2O)5HSO4]2+/[V(H2O)6]3+. Varias proteínas clave están relacionadas con la acumulación y la reducción de vanadio, entre estas las vanabinas. 
Las vanabinas son proteínas de baja masa molecular ricas en residuos de cisteinilo.  Un ejemplo muy bien investigado es la vanabina tipo II, la cual es aislada de Ascidia sydneiensis samea. La vanabina tipo II es una proteína de 13.2 kDa que consiste en 120 aminoácidos, de los cuales 18 son cisteínas que forman nueve enlaces disulfuro. La vanabina tipo II actúa como una reductasa para vanadato y como almacenamiento intermitente para vanadilo VO2+. La actividad de reductasa se ha rastreado hasta residuos de cisteína,  la unión de VO2+ está asociada con grupos amino colgantes proporcionados por residuos de lisina y arginina. El paso de reducción final (VO2+-V3+) hasta ahora se desconoce.
Las funciones fisiológicas del vanadio siguen siendo desconocidas. Recientemente, se informó que el poliqueto Pseudopotamilla occelata acumulaba altos niveles de vanadio, este posee dos antígenos que también se encuentran en el  Ascidia sydneiensis samea. Estos antígenos son reconocidos por un anticuerpo policlonal contra VAP extraído de células sanguíneas y un anticuerpo monoclonal contra vanadocitos en el vanadio de Ascidia sydneiensis samea. Por lo tanto, es probable que un mecanismo similar cause la acumulación de vanadio en los Polychaeta y los Ascidiidae. La caracterización de estos fenómenos debería ayudar a dilucidar la razón de la acumulación inusual de vanadio por una clase de organismos marinos.